# Taenga
Taenga is een atol in de eilandengroep van de Tuamotuarchipel (Frans-Polynesië). Het atol behoort tot de gemeente Makemo. In 2017 woonden er 117 mensen. 

## Geografie
Katiu ligt 32 km ten noordoosten van Makemo en 650 km ten oosten van Tahiti. Het is een atol met een lengte van 27 km en een breedte van 11 km. Het landoppervlak bedraagt 20 km². Het wateroppervlak van de lagune is 140 km². Er is een bevaarbare doorgang in het westen van het atol.
Het atol vormde zich rond de top van een vulkaan die 47,7 tot 49,2 miljoen jaar geleden 2355 meter vanaf de zeebodem oprees.

## Geschiedenis
De eerste Europeaan die melding maakte van het eiland is de Britse ontdekkingsreiziger John Turnbull op 10 maart 1803. In de negentiende eeuw werd het eiland Frans territoriaal bezit. Er woonden toen ongeveer 75 mensen. Hoewel de Franse overheid dit trachtte te voorkomen, droegen rond 1850 Amerikaanse zendelingen van de Kerk van Jezus Christus van de Heiligen der Laatste Dagen hun geloof daar over, waardoor nu nog de meeste bewoners mormonen zijn.

## Economie
De voornaamste economische activiteit is de kweek van mosselen en oesters, speciaal de teelt van pareloesters. Verder is met Google Earth (juli 2005) te zien dat de begroeiing grotendeels bestaat uit keurig aangelegde kokospalmplantages op ieder stuk van het atol dat zich daarvoor leent, waaruit blijkt dat het maken van kopra een belangrijk onderdeel uitmaakt van de geldeconomie. Het eiland heeft geen luchthaven.

## Ecologie
Op het eiland komen 40 vogelsoorten voor waaronder zeven soorten van de Rode Lijst van de IUCN waaronder de hendersonstormvogel (Pterodroma atrata) en de endemische tuamotukarekiet (Acrocephalus atyphus).